# 調理パン
調理パン（ちょうりパン）とは、日本におけるパンの区分の1つ。
調理パンは、大きく「惣菜パン（そうざいパン）」と「菓子パン」とに分けられる。

## 概要
総務省統計局の家計調査・収支項目分類一覧（2020年《令和2年》1月改定）では、「パン」の項に「食パン」「他のパン」が、「主食的調理食品」の項に「調理パン」が含まれて、区分けされている。
調理食品とは、工業的な加工以外に一般的な家庭や飲食店で行うような調理の全部、または調理の一部を行った食品となる。これには冷凍調理食品やレトルトパウチ食品、および複数素材を調理した食品も含まれる。すなわち、調理パンとはパンを材料として、パンに加工食品や他の調理食品、野菜、果物などを挟んだり乗せたりして調理したものであり、冷凍食品も含まれる。
以下に例示する。
- ハムサンド、野菜サンド
- コロッケパン、メンチカツパン、焼きそばパン
- ホットドッグ、ハンバーガー

## 惣菜パン
惣菜パンは、惣菜をパンに乗せる、パンに挟むなどしたものである。
日本においては、惣菜パンはパンの中のジャンルとして確立されていると言えるが、日本以外ではあまり見受けられない。日本では昼食やおやつとして惣菜パンは食されている。惣菜パンは手軽に食べることができることもあって、パン屋のみならず、他のメーカーからも数多くの商品が展開されている。惣菜パンには明確な定義が無いこともあり、種類は豊富である。

### 惣菜パンの歴史
日本にパンが入ってきた時期ははっきりとはしないが、日本人がパンを少しずつでも食べるようになったのは明治時代になってからである。明治時代には現在でも営業を続けている老舗のパン屋なども創業しているが、明治初期のパンは、まだ一部の人だけのもので、日本人に広く食べる習慣はなかった。これには、日本人の主食が長らく米であり、当時の日本人にとって未知の食品であるパンを受け入れる土壌がなかったことも理由として考えられる。そういった中で、どのようにして日本人にパンを売るか、パンを食してもらうかという試行錯誤が行われ、惣菜パンや菓子パンが誕生したのである。
当時の日本に欧米文化が浸透する中、欧米の料理を日本人が食べやすいようにアレンジした洋食がブームとなり、カレーライス、コロッケ、とんかつなどが考案されて行く。こういった流れに乗って登場したカレーパンが惣菜パンの礎になったものだと考えられている。

## 参考書籍
- ぱんとたまねぎ『パン語辞典』（第2版）誠文堂新光社、2023年。ISBN 978-4-416-62372-5。